# Ongulogastrura longisensilla
Genre
Espèce
Ongulogastrura longisensilla, unique représentant du genre Ongulogastrura, est une espèce de collemboles de la famille des Hypogastruridae.

## Distribution
Cette espèce est endémique des Pyrénées-Atlantiques en France. Elle se rencontre à Saint-Michel dans la grotte d'Oyanbeltza.

## Publication originale
- Thibaud & Massoud, 1983 : Un nouveau genre d'insectes collemboles Hypogastruridae cavernicole du Pays Basque. Mémoires de Biospéologie, vol. 10, p. 317-319.